# Hans Clemer
Hans Clemer dit Maestro di Elva est un peintre français d’origine flamande qui effectua la plus grande partie de sa carrière au Piémont.

## Biographie
Il existe peu de documents sur la naissance de Hans Clemer, les premiers témoignages remontent à la fin du XVe siècle. La carrière artistique de Hans Clemer manifeste une culture articulée, attentive à des solutions techniques innovantes, dans laquelle on note des références à son contemporain Giovanni Martino Spanzotti.
Un document déposé à Aix-en-Provence, parle de deux peintres, Josse Lieferinxe et de Mestre Ans contenant un accord entre les deux artistes, liés par parentèle et le chef de la Fraternité de Saint-Antoine de Padoue, au monastère d’Aix, pour la réalisation d'une œuvre représentant le saint.
Vers les années 1490, il semble être déjà en service dans les vallées du marquisat de Saluces et en particulier, dans le Val Maira, à l'église paroissiale d'Elva, dans laquelle on peut voir toujours le cycle de fresques représentant des scènes de la vie de Marie et une Crucifixion majestueuse, datant de 1493.
Ceux deux œuvres sont encore bien conservées dans le chœur et l'abside de l'église, un bel édifice dans le style de la fin de l'époque romane.
Ce chef-d'œuvre lui a valu le titre de Maître d’Elva, mais la présence de l'artiste dans une grande partie du territoire du marquisat est prouvée par une série d'œuvres allant du sujet religieux à des représentations historiques et mythologiques. Bientôt, il fut appelé à travailler même dans la capitale du marquisat : Saluces.
Ici Hans Clemer fait ses dernières œuvres communément datées de la période 1511-1512. Outre ses peintures sur la façade de la cathédrale de Saluces, Clemer également a créé la décoration de la Maison Cavassa et le magnifique Retable de Notre-Dame de la Miséricorde.

## Œuvres
- Polyptyque (1496) , église paroissiale, Celle di Macra ;
- Fresque (1496/1500), église paroissiale, Bernezzo ;
- Fresque (1496/1500), Madonna di San Michele, Centallo ;
- Madonna della Misericordia (1499/1500), retable, Casa Cavassa, Saluces ;
- Fatiche di Ercole (1506/1511), fresques, Casa Cavassa, Saluces ;
- Cristo di Pietà (1500/1505), fresque, Costigliole Saluzzo ;
- Déposition de la Croix (1500/1504), fresque, église Sant’Agostino, Saluces ;
- Polyptyque (1503), Collegiale, Revello ;
- Storie di David et Madonna con il Bambino, (1500/1507), fresques, Casa Della Chiesa, Saluces ;
- Crucifixion et Scènes de Vie de la Vierge, Église paroissiale Santa Maria Assunta, Elva
- Triptyque Saint Jean, Saint Roch et Saint Laurent (1513), Collégiale Sainte Marthe, Tarascon.

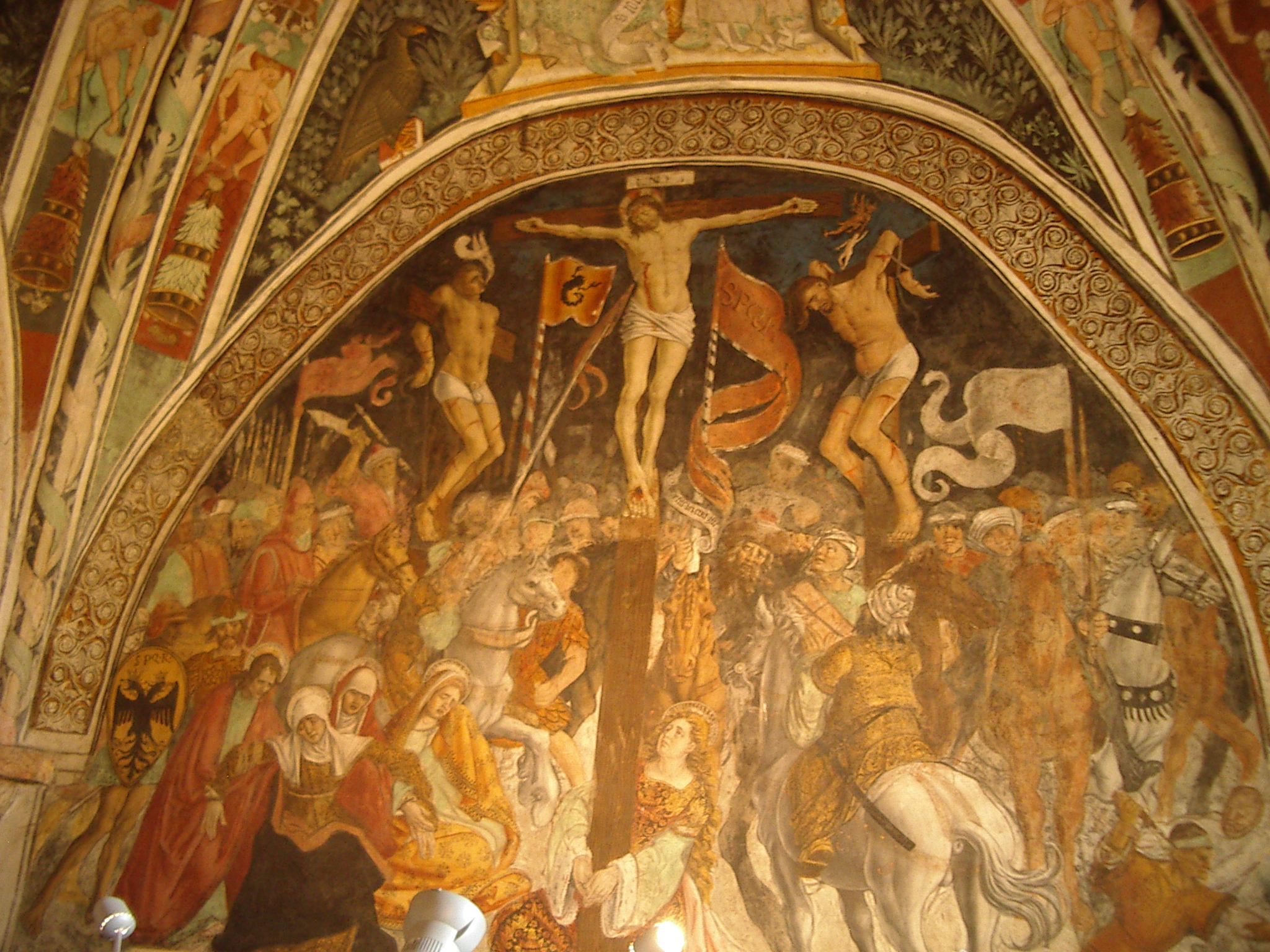
Crucifixion, Elva.
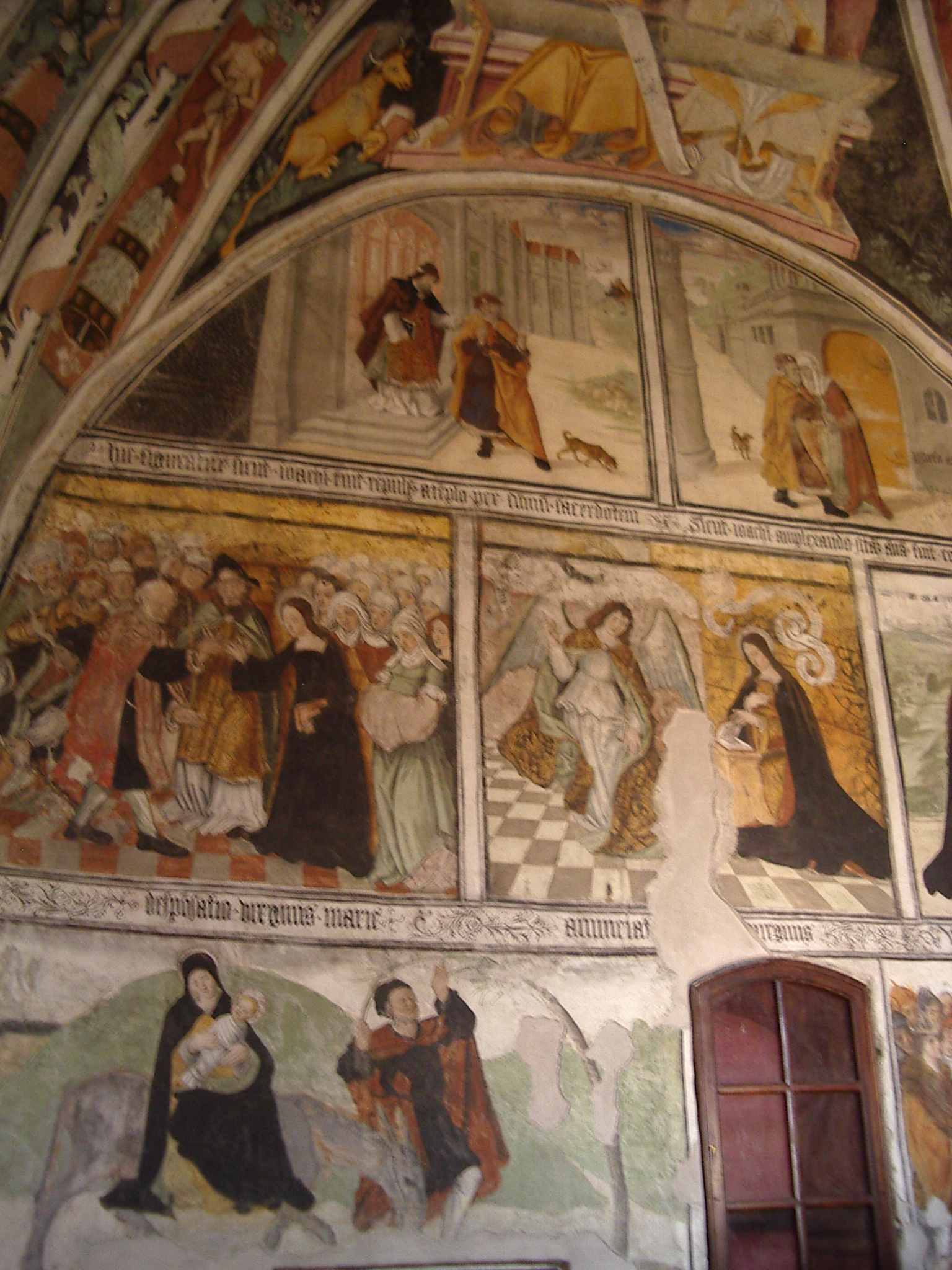
Scènes de vie de la Vierge, Elva.
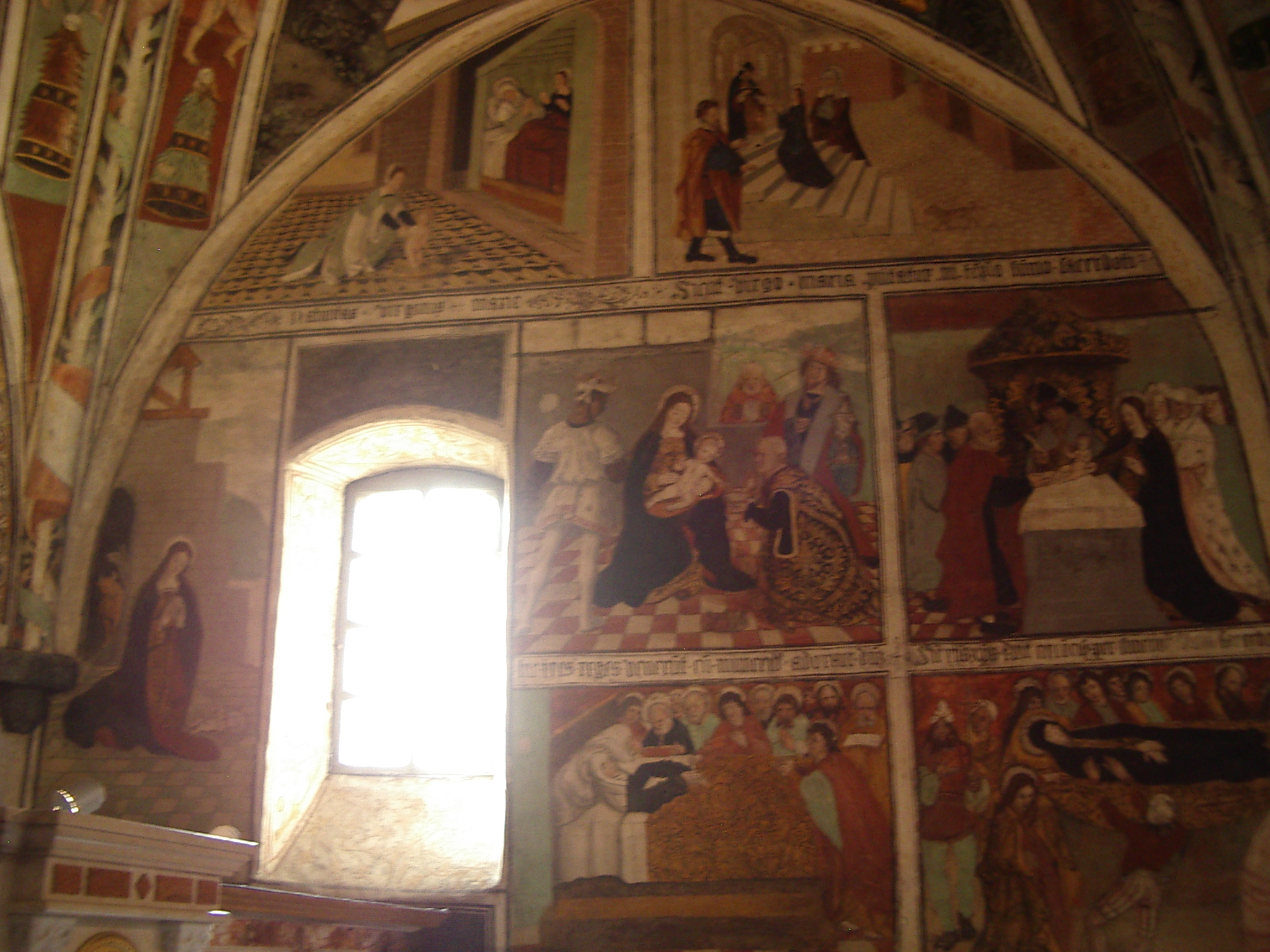
Scènes de vie de la Vierge, Elva.
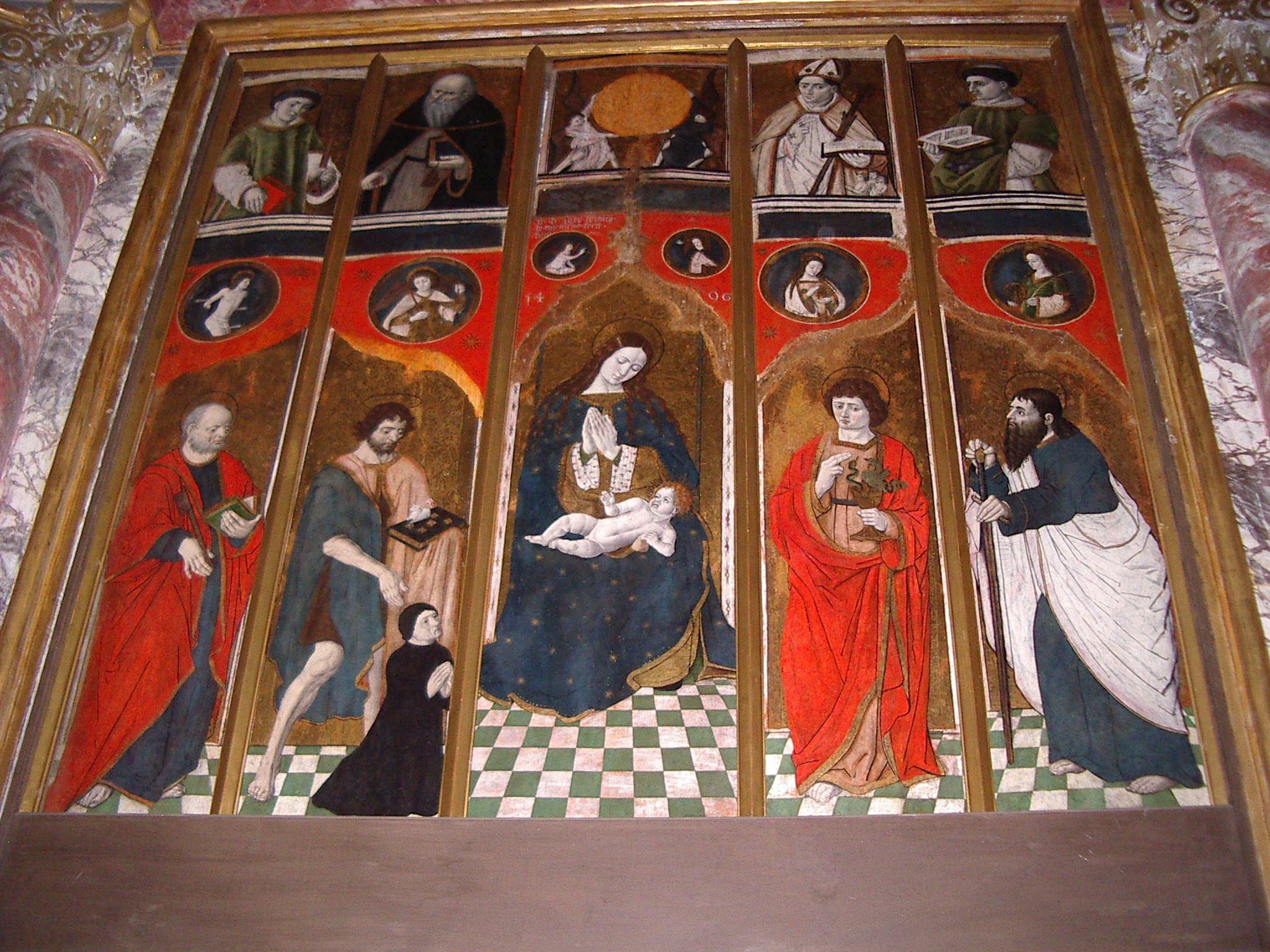
Polyptyque, Celle di Macra.